# Paradeplatz (Mannheim)

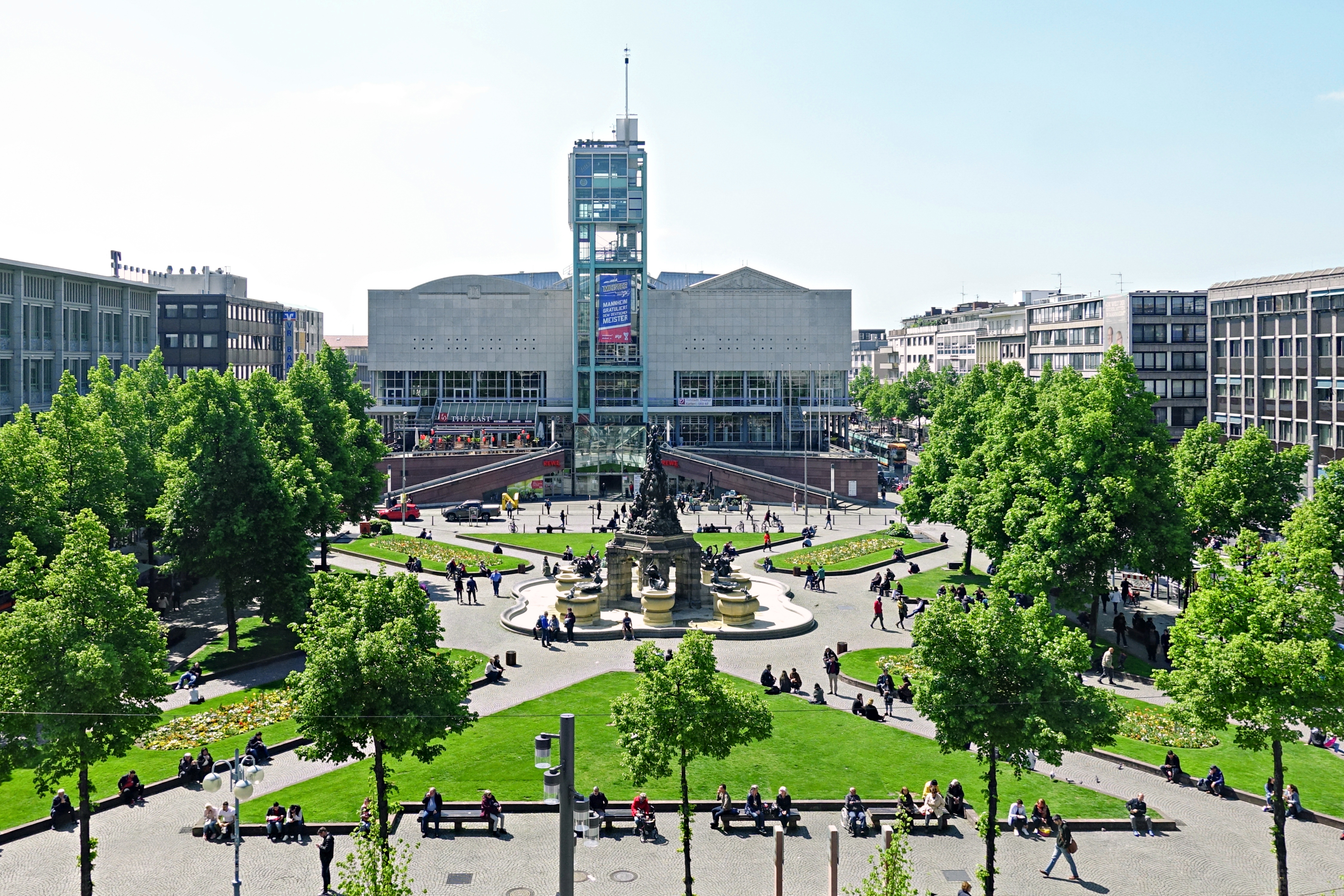
Paradeplatz mit Stadthaus (2019)

Der Paradeplatz ist ein zentraler Platz in der Innenstadt von Mannheim auf dem Quadrat O 1. Er hat seinen Namen von der historischen Tatsache, dass er zu Zeiten der Kurfürsten für Truppenaufmärsche genutzt wurde, im 18. Jahrhundert hatte er die Bezeichnung Alarmplatz.

## Geschichte
Bereits um 1717 wurden die ersten Pläne im Rahmen des Wiederaufbaus Mannheims nach dem Pfälzischen Erbfolgekrieg bezüglich der Gestaltung des Paradeplatzes vorgelegt. Mit der Errichtung des Kaufhauses (1745) durch den Kurfürsten Carl Philipp, um den Handelsstandort Mannheim zu stärken, wurde auch die Platzgestaltung forciert betrieben. Im Rahmen der Ausgestaltung des Platzes gelangte die zuvor in Düsseldorf stehende Grupello-Pyramide an die Örtlichkeit, auf der sie heute noch steht. 1893 wurde sie mit einigen weiteren Bronzestatuen von Johannes Hoffart und Anbauten versehen und erhielt ihre heutige Gestalt. Bereits 1895 wurde der Paradeplatz umgestaltet und mehr gärtnerische Elemente hinzugefügt. Zufrieden war man mit dieser Lösung jedoch nicht. Bis zum Ende des Zweiten Weltkrieges gab es immer wieder Pläne zur Neugestaltung. 1942 wurde unter dem Paradeplatz ein Tiefbunker errichtet und damit das damalige Aussehen zerstört. Nach dem Zweiten Weltkrieg lag der Platz bis zur Errichtung des Stadthauses brach. Nach langer Diskussion entschied man sich in den 1980er Jahren, den Platz im historischen Zustand von 1895 wiederherzustellen.

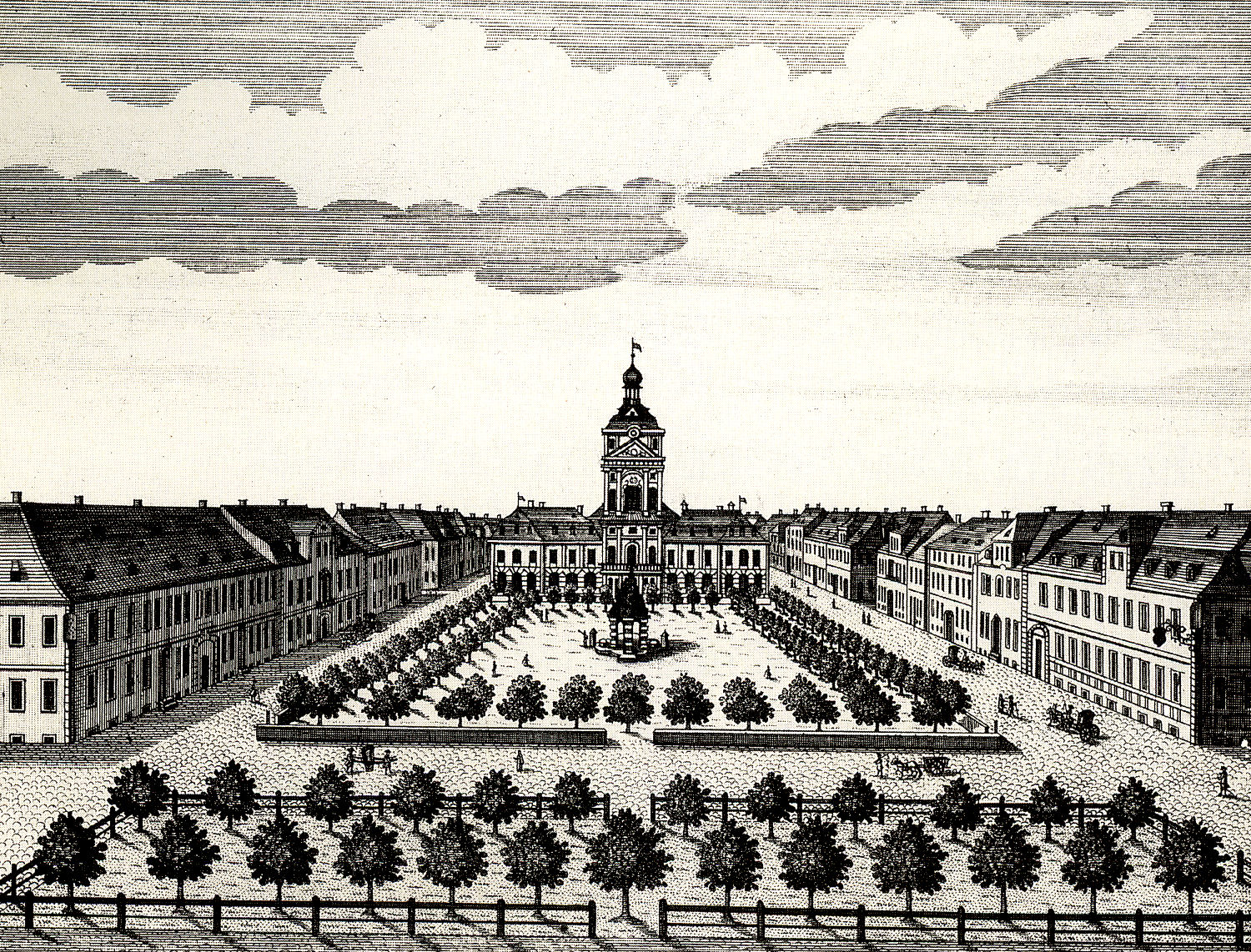
Paradeplatz im Jahr 1782
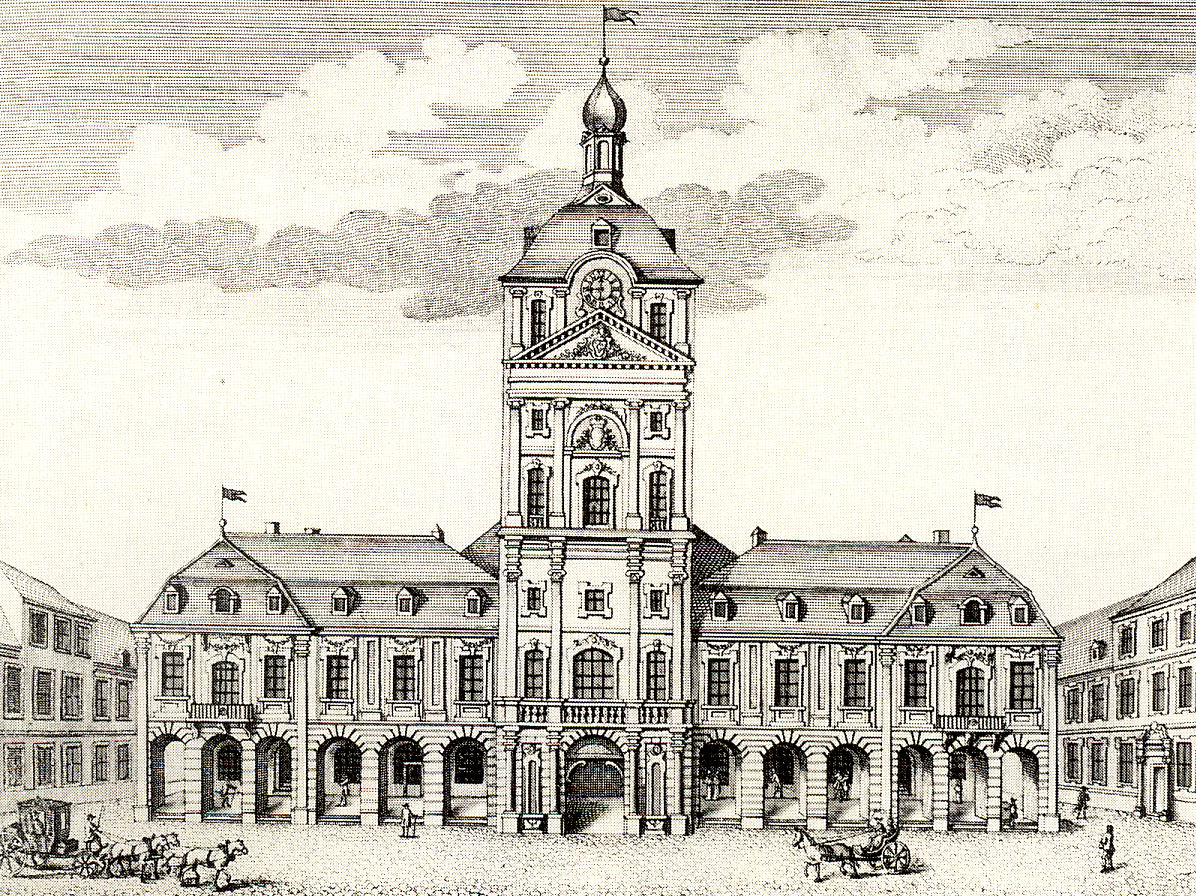
Altes Kaufhaus am Paradeplatz im Jahr 1782

## Lage und Gestaltung
Der Paradeplatz befindet sich im Zentrum der Mannheimer Innenstadt. Begrenzt wird er in der Neckar-Schloss-Achse von der Kurpfalzstraße, im Volksmund „Breite Straße“, und deren östlicher Parallelstraße sowie zwei der wichtigsten Einkaufsstraßen in der Innenstadt, den Planken (die Wasserturm-Achse) und der Kunststraße. Außer zum Stadthaus hin begrenzen Baumreihen die Seiten des Quadrats. Auf den Grupello-Brunnen laufen zehn Wege sternförmig zu, die die Grünflächen durchtrennen. Unmittelbar am Paradeplatz befindet sich der zentrale Straßenbahnkreuzungspunkt der Mannheimer Innenstadt, über den – wie auch über die angrenzenden Haltestellen auf der Breiten Straße und auf den Planken – fast alle Mannheimer Stadtbahnlinien führen.

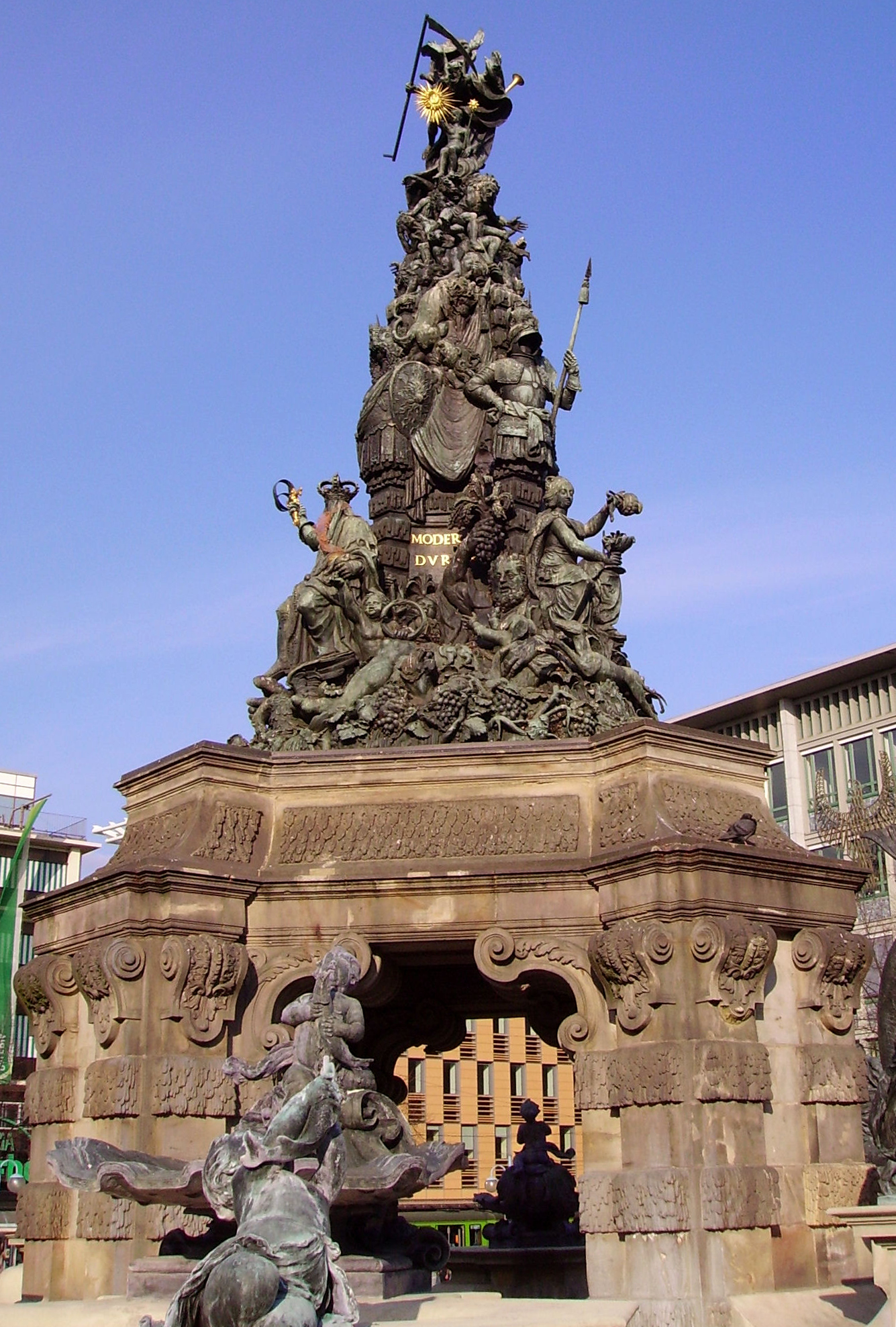
Grupello-Pyramide

Auf der Mitte des Platzes steht die im Jahr 1743 aufgestellte Grupello-Pyramide. Diese wurde 1711 von Gabriel Grupello für den Kurfürsten Johann Wilhelm geschaffen und stand zuerst in Düsseldorf. Sie stellt eine Allegorie des Triumphs fürstlicher Tugenden über die Laster und der Entschleierung der Wahrheit durch die Zeit dar. Am Sockel der Pyramide befinden sich an den Ecken vier allegorische Darstellungen:
1. Justitia (latein: Gerechtigkeit) in Gestalt des Kurfürsten Johann Wilhelm
2. Prudentia (latein.: Klugheit) mit Spiegel als Zeichen der Selbsterkenntnis
3. Temperantia (latein.: Mäßigung), gießt Wasser in den Wein
4. Fortitudo (latein.: Tapferkeit), mit Schwert in der rechten und Ketten in der linken Hand

Außerdem werden die vier Hauptflüsse der Kurpfalz (Rhein, Neckar, Mosel und Donau) als Flussgötter dargestellt.

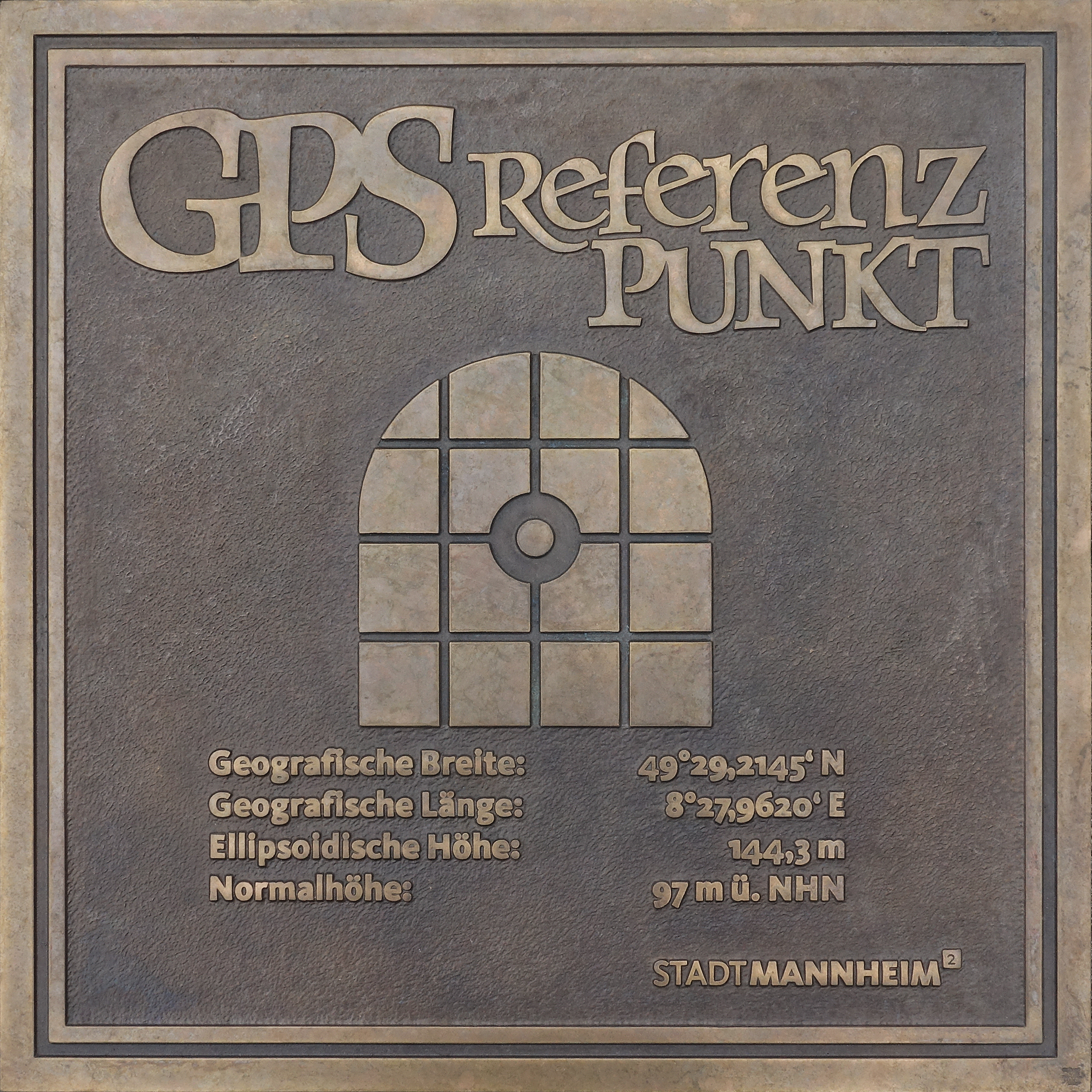
GPS-Referenzpunkt

In der Mitte der südlichen Kante des Paradeplatzes, gegenüber dem Quadrat N 1, wurde mit einer Bronzeplatte im Bodenpflaster der erste Mannheimer GPS-Referenzpunkt mit Zentimeter-Genauigkeit auf Basis von SAPOS eingerichtet.
Umgeben wird der Paradeplatz von der Hauptstelle der Sparkasse Rhein Neckar Nord, den beiden Kaufhäusern C&A und Galeria Kaufhof, der Mannheimer Hauptpost und dem 1991 eröffneten Stadthaus. Dieses zitiert in seiner Architektur das Alte Kaufhaus aus dem 18. Jahrhundert, das an gleicher Stelle stand. Im Stadthaus sind neben Restaurants und Läden die Stadtbibliothek sowie Rats- und Bürgersaal untergebracht.
Unweit des Platzes wurde 2003 als Mahnmal auf den Planken ein übermannhoher Glaskubus errichtet. Auf dessen vier Seiten sind in Spiegelschrift die Namen der von den Nationalsozialisten ermordeten über 2.200 Mannheimer Juden angebracht. Der Kubus selbst wurde schräg aufgestellt, so dass eine der Seiten mit Namenstafel zum Paradeplatz zeigt.